# Kebab for Breakfast
Kebab for Breakfast (Türkisch für Anfänger) è una serie televisiva tedesca, trasmessa dal 2006 al 2008, per un totale di tre stagioni. In Italia è stata trasmessa da MTV a partire dal 2007.
Il titolo originale è Türkisch für Anfänger, che significa letteralmente "turco per principianti"; Kebab for Breakfast significa letteralmente "kebab per colazione".
Türkisch für Anfänger è stata la prima serie televisiva a raggiungere i 2,54 milioni di telespettatori in Germania, raggiungendo uno share del 10,1%.

## Trama
La serie è ambientata a Berlino, in Germania, la nazione europea in cui risiede il più alto numero di immigrati e cittadini di origine turca. I protagonisti sono i componenti di due famiglie, una di origine turca, gli Öztürk, composta da Metin (il padre, commissario di polizia), Cem (il figlio maggiore, molto orgoglioso) e Yağmur (la figlia minore, molto credente e rispettosa della religione musulmana) e una tedesca, gli Schneider, composta da Doris (la madre, psicologa), Lena (la figlia maggiore, una ragazza esuberante ma piena di dubbi sentimentali e in piena adolescenza) e Nils (il fratello minore di Lena), che un giorno si trovano a vivere insieme dopo che i due capifamiglia si innamorano e decidono di convivere, formando una famiglia allargata. Le difficoltà non sono poche, date le differenze culturali.
La trama ruota principalmente intorno a Lena che con una videocamera racconta tutte le sue disavventure alla sua migliore amica Kathi - trasferitasi negli Stati Uniti - nelle prime due stagioni e a suo padre - che fa l'etologo in Amazzonia - nella terza. L'arco narrativo dura quattro anni: quando inizia il telefilm la protagonista ha 16 anni, quando si conclude ne ha compiuti 20. La serie ha chiuso i battenti in Germania il 12 dicembre 2008 al termine della terza stagione, dopo 52 episodi: i protagonisti della serie (Lena, Doris, Cem, Metin e Yagmur) sono apparsi in tutte le puntate. La sigla è parte della canzone Gegen Den Rest, eseguita dal gruppo pop-rock tedesco Karpatenhund.

## Episodi
| Stagione         | Episodi | Prima TV originale | Prima TV Italia |
| ---------------- | ------- | ------------------ | --------------- |
| Prima stagione   | 12      | 2006               | 2007            |
| Seconda stagione | 24      | 2007               | 2007            |
| Terza stagione   | 16      | 2008               | 2009            |

## Personaggi
- Lena Schneider: interpretata da Josefine Preuß. Helena Claudette "Lena" Schneider è l'assoluta protagonista della serie. È nata in Sud America e ha trascorso l'infanzia in America Latina ma, dopo la separazione dei suoi genitori, è tornata in Germania dove ha vissuto insieme alla madre Doris e al fratello Nils. Lena ha un rapporto molto aperto con la madre - tanto da chiamarla per nome, e non "mamma" - e ha trascorso un'infanzia spensierata e senza regole cosa che tuttavia, più tardi, non le andrà bene. Quando Lena scopre che sua madre vuole andare a vivere con Metin Öztürk, avrà inizialmente una reazione negativa anche perché dovrà condividere la stanza con la sorellastra Yagmur, una musulmana devota che ha abitudini completamente diverse dalle sue. Inoltre il trasloco la costringe a convivere con il fratellastro Cem, un "macho" a prima vista maschilista e insensibile, e a trasferirsi in una nuova scuola, dove faticherà a trovare delle amicizie. Nel nuovo istituto incontrerà Axel, un ragazzo orfano e molto sensibile, con cui avrà una storia prima d'amicizia e poi d'amore. Con il passare dei giorni, tuttavia, si renderà conto di amare Cem, con il quale inizierà una burrascosa avventura sentimentale che rappresenta il trait d'union delle stagioni del telefilm. Dopo la maturità viene convinta dalla madre a studiare ingegneria meccanica a Braunschweig ma, dopo avere fallito alcuni esami e avere litigato con un professore, torna a casa dopo nove mesi e inizia con la sua migliore amica Kathy uno stage presso una rivista di lifestyle. Alla fine della serie Lena ottiene il posto di caporedattrice della rivista, ma si dimette dopo solo un giorno perché incapace di dare ordini; nel frattempo rimane incinta di Cem e, dopo qualche incertezza, decide di tenere il bimbo. Viene soprannominata "carotina" (per via del colore dei capelli) dalla madre e "shampista" (a volere indicare, razzisticamente, il suo essere superficiale e lasciva) da Cem. Molto spesso i pensieri intimi di Lena vengono detti ad alta voce a favore di pubblico: una gag ricorrente del personaggio è rappresentata dall'assoluta divergenza tra ciò che lei semplicemente pensa e ciò che invece dice nella realtà.
- Cem Öztürk: interpretato da Elyas M'Barek. Cemil "Cem" Öztürk è il macho turco della famiglia Schneider-Öztürk. Quando suo padre e Doris iniziano a convivere rimane sconvolto dal fatto che la matrigna è una donna molto disinibita che si occupa del lavoro e non delle faccende domestiche. Durante la prima stagione ha una cotta per Ching, una ragazza d'origine vietnamita che frequenta la sua stessa scuola; tuttavia, nel corso delle ultime puntate, palesa la sua attrazione per Lena. Nella seconda stagione, dopo avere proposto alla sorellastra, all'epoca legata ad Axel, un ménage à trois, avrà una storia con l'ultracristiana Ulla che tuttavia si concluderà negativamente. Ragazzo inizialmente insensibile e svogliato, sarà bocciato due volte a scuola e non riuscirà a ottenere la maturità. Insieme a Costa, il suo inseparabile amico greco, coltiva il sogno di diventare un rapper ma non riuscirà nel suo intento; in compenso finirà tre volte nei guai con la legge: la prima per avere inviato lettere minatorie al padre (voleva convincerlo che i tedeschi sono razzisti contro i turchi), la seconda per avere rubato un autovelox alla Polizia per fare le multe e intascarsi il compenso delle stesse, la terza per avere contrabbandato vestiti falsi insieme a Costa e alla nonna. Punito con i servizi sociali in una casa di cura, dentro il materasso di un paziente troverà milioni di marchi che però, al posto di rubare, restituisce alla Polizia: in virtù di questo gesto altamente onesto gli viene concesso di partecipare agli esami per entrare nelle forze dell'ordine anche se non ha ottenuto il diploma. La serie quindi si conclude in maniera altamente positiva per Cem, ormai ragazzo fisso di Lena, padre di un bel bambino e soprattutto sistemato nell'ambito lavorativo in quanto ormai poliziotto, esattamente come Metin.
- Doris Schneider: interpretata da Anna Stieblich. La dottoressa Doris Schneider, madre di Lena e Nils, è un'ottima psicoterapeuta ma una pessima casalinga, incapace di cucinare e fare le faccende domestiche. Ha cercato di rendere l'educazione dei suoi figli il più possibile senza regole, in modo che i suoi pargoli potessero considerarla come un'amica e non come una mamma. Dopo diverse relazioni e due matrimoni alle spalle (tra cui quello con Markus, padre dei suoi figli), trova il vero amore con Metin Öztürk, che sposerà con rito sciamanico. Con suo padre Hermi Doris ebbe per molto tempo un rapporto molto teso poiché quest'ultimo, rigido imprenditore nazista, ha sempre preferito sua sorella Diana. Solo negli ultimi giorni, prima della morte dell'anziano genitore, comincia a ricostruire un rapporto con lui, a fargli da infermiera e ad ammettere che ha ancora bisogno di un padre. Nei confronti della sorella minore Diana la quarantenne Doris ha un rapporto particolare: da un lato sono molto legate ed escogitano spesso "strategie" per tenere insieme la famiglia, dall'altro nutre un risentimento nei suoi confronti in quanto più giovane, più bella e prediletta dal padre. Doris punzecchierà la sorella prendendola in giro i suoi chili di troppo, Diana invece replicherà mettendo in risalto la floridità del suo seno, molto più grande di quello della dottoressa Schneider. Nella terza serie Doris ha qualche problema ad accettare il suo invecchiamento e si farà iniettare del botulino sulle labbra, rovinandosi il viso; in seguito, tornata sui suoi passi, manifesta il desiderio di avere un figlio con Metin: tuttavia questo sogno non si potrà avverare a causa della sopraggiunta menopausa e Doris si "accontenterà" di fare da nonna al rampollo di Cem e Lena.
- Yagmur Öztürk: interpretata da Pegah Ferydoni. Yagmur Öztürk, figlia di Metin e sorella minore di Cem, è una musulmana devota. Rimasta traumatizzata dalla morte dell'amatissima madre, decide di seguirne il rigido stile di vita per sentirsi più vicina a lei. Nella prima stagione frequenta un gruppo di preghiera fondamentalista - dalla quale sarà temporaneamente espulsa per avere mangiato involontariamente carne di maiale - segue il Ramadan, si sveglia prestissimo ogni mattina per pregare Allah e porta il velo tutti i giorni 24 ore su 24 ma lentamente, con il passare del tempo, passerà ad abitudini più "occidentali", pur senza perdere la fede islamica e la sua personalità. Nel corso della seconda stagione inizierà a chattare con un misterioso ragazzo di cui si innamora: scoprirà in seguito che l'internauta misterioso è Costa, l'amico greco e balbuziente di Cem, che inizialmente rifiuterà. Tuttavia, quando si accorge che il suo spasimante smette di balbettare quando la tocca, considererà questo una "scintilla dell'amore" e ricambierà il suo sentimento. La nuova coppia proverà a scappare in Grecia ma, scoperti in un'area di sosta da Metin, saranno costretti a rinunciare al loro piano: Costa sarà sbattuto in un collegio a Monaco di Baviera, poi tornerà in patria a ottenere il diploma e infine si ricongiungerà a Yagmur in Germania. Una volta stabilizzato il rapporto con Costa i due decidono di sposarsi e di avere dei figli: a questo punto Yagmur si immagina una vita da casalinga e rinuncia alla scuola, ma il suo fidanzato la convince a proseguire gli studi e alla fine la ragazza diventerà traduttrice per il Bundestag e interprete per i traffici commerciali del compagno, divenuto stilista di successo.
- Metin Öztürk: interpretato da Adnan Maral. Metin Öztürk è il padre di Cem e Yagmur. Una volta rimasto vedovo si è trasferito in Germania dove ha frequentato dei corsi per diventare poliziotto, raggiungendo successivamente il grado di commissario. È un musulmano moderato, totalmente integrato con la società tedesca che considera ormai come sua. Non manifesta nessuna misoginia, tanto da intavolare una relazione con Doris nonostante quest'ultima sia una donna emancipata che non lava, non cucina e non stira: quando l'ha vista per la prima volta, non trovando una scusa per attaccare bottone, le ha fatto una pretestuosa multa per parcheggio irregolare. È un uomo molto dolce e romantico, sempre comprensivo, che cerca in tutti i modi di essere un buon padre (di conseguenza, ha il problema di non riuscire a imporre le sue idee); nel lavoro invece è molto meticoloso e affronta i rischi con sprezzo del pericolo. Fin dall'inizio ha cercato di avvicinarsi ai membri della famiglia Schneider - compresi il suocero e la cognata - e nel finale della terza serie è molto contento di diventare nonno del figlio di Lena e Cem.